# Szociáldemokraták (Dánia)
A Szociáldemokraták (dánul: Socialdemokraterne , rövidítése: A) egy dániai balközép, szociáldemokrata szellemiségű párt. A pártot 1871-ben alapította Louis Pio, 1884-ben került be először a Folketingbe. A párt a 20. század legjelentősebb pártja volt Dániában, néhány megszakítással összesen 70 évig volt
kormányon. Az 1980-as években a Konzervatív Néppárt volt kormányon.

## Története
1871-ben alapították azzal a céllal, hogy a dán gyári munkásosztályt társadalmilag és politikailag megszervezzék. Az első kormányzásukra 1924-ben került sor, Thorvald Stauning lett az első szociáldemokrata miniszterelnök.

## Meghatározó politikusok
- Thorvald Stauning
- Anker Jørgensen
- Poul Nyrup Rasmussen
- Helle Thorning-Schmidt
- Mette Frederiksen

## Fordítás
- Ez a szócikk részben vagy egészben  a   Social Democrats (Denmark) című angol Wikipédia-szócikk ezen változatának fordításán alapul.  Az eredeti cikk szerkesztőit annak laptörténete sorolja fel. Ez a jelzés csupán a megfogalmazás eredetét és a szerzői jogokat jelzi, nem szolgál a cikkben szereplő információk forrásmegjelöléseként.